# Nhảy cầu tại Đại hội Thể thao Đông Nam Á 2019 - Kết quả
Cuộc thi nhảy cầu tại Đại hội Thể thao Đông Nam Á 2019 ở Philippines đã diễn ra tại Trung tâm thể thao dưới nước thành phố New Clark ở Carpas từ ngày 6 đến ngày 7 tháng 12 năm 2019.
Malaysia đã thống trị tất cả các nội dung nhảy cầu.

## Lịch thi đấu
| F | Chung kết |

| Nội dung↓/Ngày →    | Thứ 6 6 | Thứ 7 7 |
| ------------------- | ------- | ------- |
| 3 m cầu mềm nữ      | F       |         |
| 3 m cầu mềm đôi nam | F       |         |
| 3 m cầu mềm nam     |         | F       |
| 3 m cầu mềm đôi nữ  |         | F       |

## Kết quả
Đại hội thể thao năm 2019 có các cuộc thi trong bốn nội dung.

### Cá nhân

#### 3 mét cầu mềm nam
| Hạng | Thợ lặn                       | Chung kết | Chung kết | Chung kết | Chung kết | Chung kết | Chung kết | Chung kết |
| Hạng | Thợ lặn                       | Lặn 1     | Lặn 2     | Lặn 3     | Lặn 4     | Lặn 5     | Lặn 6     | Điểm      |
| ---- | ----------------------------- | --------- | --------- | --------- | --------- | --------- | --------- | --------- |
| 1    | Ooi Tze Liang (MAS)           | 72.85     | 77.55     | 77.00     | 71.40     | 81.00     | 74.80     | 454.60    |
| 2    | Puteh Muhammad (MAS)          | 70.50     | 65.10     | 70.50     | 56.00     | 69.00     | 71.40     | 402.50    |
| 3    | Lee Han Ming Mark (SGP)       | 61.50     | 60.00     | 65.10     | 67.50     | 51.00     | 20.40     | 325.50    |
| 4    | Nguyễn Tùng Dương (VIE)       | 46.80     | 57.00     | 55.80     | 55.35     | 44.00     | 48.30     | 307.25    |
| 5    | Andriyan Andriyan (INA)       | 58.50     | 58.90     | 45.00     | 49.50     | 54.00     | 40.80     | 306.70    |
| 6    | Francisco Deorelar (PHI)      | 57.00     | 49.50     | 46.80     | 54.00     | 33.00     | 60.45     | 300.75    |
| 7    | Juntaphadawon Chawanwat (THA) | 60.00     | 57.35     | 28.90     | 49.50     | 51.00     | 50.75     | 297.50    |
| 8    | Marksin Thitipoom (THA)       | 36.00     | 51.50     | 54.40     | 54.00     | 42.00     | 57.75     | 295.30    |
| 9    | Putra Adityo (INA)            | 61.50     | 60.45     | 51.00     | 37.50     | 21.60     | 59.50     | 291.55    |

#### 3 mét cầu mềm nữ
| Hạng | Thợ lặn                      | Chung kết | Chung kết | Chung kết | Chung kết | Chung kết | Chung kết | Chung kết |
| Hạng | Thợ lặn                      | Lặn 1     | Lặn 2     | Lặn 3     | Lặn 4     | Lặn 5     | Điểm      |           |
| ---- | ---------------------------- | --------- | --------- | --------- | --------- | --------- | --------- | --------- |
| 1    | Ng Yan Yee (MAS)             | 63.00     | 58.90     | 54.00     | 60.00     | 63.00     | 235.90    |           |
| 2    | Jasmine Lai Pui Yee (MAS)    | 50.40     | 49.95     | 46.20     | 46.20     | 49.20     | 192.75    |           |
| 3    | Ngô Phương Mai (VIE)         | 46.80     | 47.25     | 49.20     | 42.00     | 56.00     | 185.25    |           |
| 4    | Freida Lim Shen Yan (SGP)    | 48.00     | 49.25     | 25.20     | 50.40     | 57.40     | 173.55    |           |
| 5    | Monique Ann Demaisip (PHI)   | 33.75     | 32.20     | 44.55     | 52.50     | 39.60     | 163.00    |           |
| 6    | Surincha Booranapol (THA)    | 48.60     | 42.00     | 28.00     | 28.00     | 40.80     | 146.60    |           |
| 7    | Kwanchanok Khunboonjan (THA) | 43.20     | 25.65     | 40.60     | 26.60     | 42.00     | 178.05    |           |
| 8    | Rose Ann Ocmer (PHI)         | 32.00     | 43.20     | 48.60     | 7.00      | 42.00     | 172.80    |           |

### Đôi

#### 3 mét cầu mềm đôi nam
| Hạng | Thợ lặn                                                      | Chung kết | Chung kết | Chung kết | Chung kết | Chung kết | Chung kết | Chung kết |
| Hạng | Thợ lặn                                                      | Lặn 1     | Lặn 2     | Lặn 3     | Lặn 4     | Lặn 5     | Lặn 6     | Điểm      |
| ---- | ------------------------------------------------------------ | --------- | --------- | --------- | --------- | --------- | --------- | --------- |
| 1    | Malaysia (MAS) · Ooi Tze Liang · Chew Yiwei                  | 50.40     | 49.80     | 70.68     | 73.26     | 75.48     | 78.54     | 398.16    |
| 2    | Thái Lan (THA) · Chawanwat Juntaphadawon · Thitipoom Marksin | 44.40     | 39.60     | 62.31     | 66.30     | 63.90     | 68.25     | 344.76    |
| 3    | Singapore (SGP) · Timothy Lee Han Kuan · Mark Lee Han Ming   | 49.80     | 47.40     | 66.60     | 62.10     | 66.03     | 48.60     | 340.53    |
| 4    | Indonesia (INA) · Adityo Putra · Tri Priambodo               | 47.40     | 42.60     | 59.40     | 58.59     | 48.60     | 62.10     | 318.69    |

#### 3 mét cầu mềm đôi nữ
| Hạng | Thợ lặn                                                   | Chung kết | Chung kết | Chung kết | Chung kết | Chung kết | Chung kết | Chung kết |
| Hạng | Thợ lặn                                                   | Lặn 1     | Lặn 2     | Lặn 3     | Lặn 4     | Lặn 5     | Điểm      |           |
| ---- | --------------------------------------------------------- | --------- | --------- | --------- | --------- | --------- | --------- | --------- |
| 1    | Malaysia (MAS) · Ng Yan Yee · Nur Dhabitah Sabri          | 46.80     | 46.80     | 56.70     | 55.80     | 63.90     | 270.00    |           |
| 2    | Singapore (SGP) · Fong Kay Yian · Tan Yi Xuan Ashlee      | 43.20     | 46.20     | 46.80     | 52.92     | 43.74     | 232.86    |           |
| 3    | Thái Lan (THA) · Booranapol Surincha · Yanmongkon Ramanya | 35.40     | 39.60     | 46.98     | 42.48     | 43.68     | 208.14    |           |
| 4    | Philippines (PHI) · Demaisip Monique Ann · Ocmer Rose Ann | 42.60     | 41.40     | 48.96     | 53.46     | 0.00      | 186.42    |           |